# Сдобников, Вадим Витальевич
Вади́м Вита́льевич Сдо́бников (род. 21 октября 1962, Горький) — российский лингвист, переводчик, доктор филологических наук, доцент.

## Биография
В 1985 году окончил Переводческий факультет ГГПИИЯ им. Н. А. Добролюбова по специальности «Филология», квалификация «Переводчик-референт, преподаватель английского и испанского языков».
С 1985 года работает в ГГПИИЯ — НГЛУ им. Н. А. Добролюбова.
С 1985 по 1988 год — председатель профкома студентов ГГПИИЯ и преподаватель кафедры теории и практики перевода.
С 1988 по 1991 год — аспирантура на кафедре теории, истории и критики перевода МГЛУ. В 1992 году защитил диссертацию на соискание ученой степени кандидата филологических наук, научный руководитель — профессор М. Я. Цвиллинг.
С 1994 года — доцент кафедры теории и практики английского языка и перевода. С 1992 года — заместитель декана, с 2000 года — и. о. декана, а с 2001 по 2006 г. — декан Переводческого факультета.
В 2016 году в МГЛУ защитил диссертацию на соискание ученой степени доктора филологических наук, тема «Коммуникативная ситуация как основа выбора стратегии перевода».
В настоящее[уточнить] время — заведующий кафедрой теории и практики английского языка и перевода.

## Научная деятельность
Автор более 200 научных и научно-методических работ на русском и английском языках по теории, дидактике и практике перевода.
Член редколлегий журналов «Научный диалог», «Военно-филологический журнал», «Вестник Нижегородского государственного лингвистического университета им. Н. А. Добролюбова», «Теоретические и прикладные аспекты изучения речевой деятельности», «Казанский лингвистический журнал», «Мосты. Журнал переводчиков»

### Основные работы
- Теория перевода: коммуникативно-функциональный подход. Учебник для студентов лингвистических вузов и факультетов иностранных языков. — М.: ВКН, 2019. — 512 с. (в соавторстве с К. Е. Калининым и О. В. Петровой).
- «Расширение смыслов» в медиа-дискурсе, или ещё одно препятствие для успешной коммуникации // Языковая политика и лингвистическая безопасность: Материалы Второго научно-образовательного форума, 25—26 сентября 2018 г. — Н.Новгород: НГЛУ, 2018. — С. 216—222.
- Strategy of Redirection: What Is It About? // Humanities & Social Sciences: Journal of Siberian Federal University. — 2018. — 11(5). — P. 303—313.
- Translation vs Localization: What’s the Difference? // Humanities & Social Sciences: Journal of Siberian Federal University. — 2018. — 11(9). — P. 1487—1498.
- Translator Behind the Bars (Court Translation Quality Assessment in Law and Translation Studies) // Социальные и гуманитарные науки на Дальнем Востоке. — 2018. — Вып. 1. — Том XV. — С. 113—116 (в соавторстве с А. А. Лариным и Л. Б. Обидиной).
- Принципы профессионального редактирования переводов // Вестник Воронежского государственного университета. Серия «Лингвистика и межкультурная коммуникация». — 2018. — № 2(2018). — С. 152—156.
- Роль переводчика в ситуации социального перевода // Иностранные языки в контексте межкультурной коммуникации: Мат-лы докладов XII Всероссийской научной конференции «Иностранные языки в контексте межкультурной коммуникации», посвященной 100-летию СГУ им. Н. Г. Чернышевского, 21-22 февраля 2019 г. — Саратов: Саратовский источник, 2019. — С. 294—302.
- Ещё раз о проблеме переводимости // Проблемы теории, практики и дидактики перевода: сборник научных трудов. Серия «Язык. Культура. Коммуникация». Вып. 22. — Н.Новгород: НГЛУ им. Н. А. Добролюбова, 2019. — С. 150—157.
- Так чему же нужно учить переводчиков? // Мосты. Журнал переводчиков. — 2019. — № 3(63)2019. — М.: Р.Валент, 2019. — С. 44—54 (в соавторстве с О. В. Петровой).
- Коммуникативная ситуация и лингвистическое оформление текста в специальном переводе: содержательно-смысловой аспект // Научный диалог. — 2019. — № 1. — С.165-177. (В соавторстве с Р. М. Шамиловым).
- Переводоведение сегодня: вечные проблемы и новые вызовы // Вестник Российского университета дружбы народов. Серия: Лингвистика = Russian Journal of Linguistics. 2019. Т. 23. No 2. С. 295—327. doi: 10.22363/2312-9182-2019-23-2-295-327.
- Рецензия на монографию Е. А. Княжевой «Оценка качества перевода: история, теория, практика» // Вестник Нижегородского государственного лингвистического университета им. Н. А. Добролюбова. Вып. 47. — Н.Новгород: НГЛУ, 2019. — С. 168—176.
- УЧЕБНО-МЕТОДИЧЕСКИЕ ПУБЛИКАЦИИ 1. Методические основы подготовки переводчиков: обобщение опыта: коллективная монография / Под общ. ред. В. В. Сдобникова. — Н.Новгород: НГЛУ, 2017. — 238 с. (Разделы: Предисловие. — с. 5—8; Перевод как профессиональная деятельность. — с. 9—18; Структура и содержание подготовки переводчиков. — с. 18—21; Курс коммерческого перевода. — с. 44—53; Некоторые задачи и приемы обучения синхронному переводу на начальном этапе. — с. 141—153).
- Теория перевода: коммуникативно-функциональный подход. Учебник для студентов лингвистических вузов и факультетов иностранных языков. — М.: ВКН, 2019. — 512 с. (в соавторстве с К. Е. Калининым и О. В. Петровой).
- Types of Decompression in Simultaneous Interpreting // Журнал Сибирского федерального университета. Серия: Гуманитарные науки. 2017. Т. 10. № 3. С. 409—417.
- Communicative-functional Approach in Russian Translation Studies: Where Does it Come From? // Вестник Волгоградского государственного университета. Серия 2: Языкознание. 2017. Т. 16. № 3. С. 71—79.
- Strategy of Redirection: What is it About? // Журнал Сибирского федерального университета. Гуманитарные науки. 2018. 5 (11). С. 823-833-839[прояснить].
- Translation vs Localization: What’s the Difference? // Журнал Сибирского федерального университета. Серия: Гуманитарные науки. 2018. Т. 11. № 9. С. 1487—1498.
- Коммуникативная ситуация и лингвистическое оформление текста в специальном переводе: содержательно-смысловой аспект // Научный диалог. 2019. № 1. С. 165—177. (в соавторстве с Р. М. Шамиловым)
- Переводоведение сегодня: вечные проблемы и новые вызовы // Вестник Российского университета дружбы народов. Серия: Лингвистика = Russian Journal of Linguistics. 2019. Т. 23. No 2. С. 295—327. doi: 10.22363/2312-9182-2019-23-2-295-327.
- Формирование переводческих компетенций как основная задача преподавателей перевода // Вестник Нижегородского государственного лингвистического университета им. Н. А. Добролюбова. 2020. Вып. 3(51). С. 115—131. DOI 10.47388/2072-3490/lunn2020-51-3-117-131. (в соавтрстве с А. В. Ивановым)
- The Basic Requirements to Translator Trainers Competence // The European Proceedings of Social and Behavioral Sciences. Volume LXXXVI — WUT 2020. Электронный ресурс: https://www.europeanproceedings.com/article/10.15405/epsbs.2020.08.141. С. 1227—1236. (в соавторстве с Р. М. Шамиловым, Д. Н. Шлепневым)
- The Myth About Translatability // Studia Universitatis Moldaviae. — 2019. — No. 10(130). — P. 101—106
- Психолингвистический подход к выявлению причин переводческих ошибок // Теоретические и прикладные аспекты изучения речевой деятельности. — 2020. — Вып. 6(13). — Н.Новгород: НГЛУ, 2020. — С. 89—98 (РИНЦ)
- И вновь о профессиональном стандарте переводчика // Мосты. Журнал переводчиков. — 2020. — 2(66)/2020. — С. 4—10 (РИНЦ).
- The Ghostly Concept of Translation Invariant // Текст, дискурс, нарратив: современные тенденции и перспективы исследования. Мат-лы Междунар. научной конф-ции, 1—3 октября 2020 г. — Тяньцзинь — Волгоград, 2020. — С. 302—312 (РИНЦ)
- Прекрасный новый мир (?) // Мосты. Журнал переводчиков. — 2020. — № 3(67)/2020. — С. 3—16 (в соавторстве с И. В. Зубановой, О. В. Петровой, М. Ю. Родионовой)
- Petrova Olga V., Sdobnikov Vadim V., Waschik Klaus W. (Eds.). Teaching Translation and Interpreting: Approaches and Methods. — Bochum: Helmut Buske, 2020. — 163 s. Сдобников В. В.: Translation as a Purposeful Activity — s. 7—34; Teaching Commercial Translation — s. 53—60; General Principles of Teaching Interpreting — s. 93—104; Translation Theory in Training Professional Translators (в соавторстве с Д. Н. Шлепневым) — s. 105—109.
- Михаил Яковлевич Цвиллинг: к 95-летию со дня рождения // Мосты. Журнал переводчиков. — 2020. — № 3(67)/2020. — С. 17—23 (РИНЦ). — Сдобников В. В. Объективное и субъективное в редактировании перевода / В. В. Сдобников // Научный диалог. — 2021. — № 2. — С. 107—126. — DOI: 10.24224/2227-1295-2021-2-107-126
- Особенности подготовки переводчиков и преподавателей перевода в России // Подготовка переводчиков: анализ систем и подходов в странах мира: сборник тезисов Международной научной конференции «Подготовка переводчиков: анализ систем и подходов в странах мира», НГЛУ им. Н. А. Добролюбова, Нижний Новгород, 5-6 декабря 2020 г. — Н.Новгород: НГЛУ, 2021. — С. 20—22
- Объективное и субъективное в редактировании перевода / В. В. Сдобников // Научный диалог. — 2021. — № 2. — С. 107—126.
- How Can and Should Translation Teachers Be Trained? // Journal of Teaching English for Specific and Academic Purposes. — 2021. — vol. 9, no 2, pp. 267—277 (в соавторстве с О. В. Петровой)
- Культурный код в аспекте переводческой деятельности // Языковая политика и лингвистическая безопасность // Вестник Нижегородского государственного лингвистического университета. Спецвыпуск, 2020. — С. 18—31. — Н.Новгород: НГЛУ, 2020 (в соавторстве с Н. В. Барышевым)
- Сдобников В. В. Основные принципы подготовки преподавателей перевода // Вестник Нижегородского государственного лингвистического университета. — 2021. — Вып. 1(53). — Н.Новгород: НГЛУ, 2021. — С. 164—166 (в соавторстве с А. В. Ивановым, О. В. Петровой)
- Объективное и субъективное в редактировании перевода // Научный диалог. — 2021. — № 2. — С. 107—126.
- What competences make translation teachers happy? // Fundamental Research of the Phenomenon of Happiness 2020. SHS Web of Conferences 122, 01001 (2021).
- Задачи преподавателей перевода в новых условиях // Дискурс профессиональной коммуникации. — 2021. — Т. 3. — № 2. — С.4 3—54. — М.: Московский государственный институт международных отношений, 2021.
- Профессионализация мышления будущих переводчиков как одна из задач преподавателей перевода // Проблемы теории, практики и дидактики перевода: сборник научных статей. Серия «Язык. Культура. Коммуникация», вып. 23. Н.Новгород: НГЛУ, 2021. С. 80-90.
- A Translation Teacher Profile in the Russian Context // Vestnik Volgogradskogo gosudarstvennogo universiteta. Seriya 2. Yazykoznanie [Science Journal of Volgograd State University. Linguistics], 2021, vol. 20, no. 3, pp. 65—74 (в соавторстве с О. В. Петровой)
- Модульная организация профессиональной переподготовки преподавателей перевода // «Актуальные проблемы переводоведения и лингводидактики в контексте меж-культурного взаимодействия», международная научно-практическая конференция (2021 г., г. Брянск). Сборник научных статей международной научно-практической конференции «Актуальные проблемы переводоведения и лингводидактики в контексте межкультурного взаимодействия» факультета иностранных языков, посвящен-ной 90-летию Брянского государственного университета имени академика И. Г. Петровского, 17—19 сентября 2021 г. — Брянск: РИСО БГУ, 2021. — С. 8—15 (в соавторстве с О. В. Петровой)
- How can and should translation teachers be trained? // The journal of teaching English for specific and academic purposes Vol. 9, No 2, 2021, pp. 267—277 (в соавторстве с О. В. Петровой)
- The role of graduation papers in the professional formation of translators and interpreters // Freedom and Responsibility in Pivotal Times. Proceedings of International Forum «Freedom and responsibility in pivotal times» (FaR 2021). Future Academy, 2021. С. 488—499 (в соавторстве с О. В. Петровой, М. Ю. Родионовой)
- Перевод и лингвистическая безопасность // Вестник Нижегородского государственного лингвистического университета им. Н. А. Добролюбова. 2022. Вып. 1 (57). С. 93—108. DOI: 10.47388/2072-3490/lunn2022-57-1-93-108
- Стратегия перевода: заблуждения и реальность // Вестник Воронежского государственного университета. Серия: Лингвистика и межкультурная коммуникация. 2022. No 2. С. 27—34. DOI: https://doi.org/10.17308/lic.2022.2/9287
- Из опыта организации проектной деятельности студентов-переводчиков в рамках учебной практики // Мосты. Журнал переводчиков. — 2022. — № 2(74)/2022. — С. 45—50
- Меняется ли переводческая парадигма в цифровую эпоху? // Язык. Культура. Перевод: межкультурная коммуникация в цифровую эпоху: сборник научных трудов. Часть 1. — М.: РУСАЙНС, 2022. — С. 25—36
- Переосмысление переводоведческих категорий — переосмысление перевода // Военно-гуманитарный альманах. Серия «Лингвистика». Вып. 7. Т.1: мат-лы XVI Международной научной конференции «Язык. Коммуникация. Перевод», Москва, Военный университет, 24 июня 2022 г. — М.: Военный университет Министерства обороны, 2022. — С. 60—75

## Членство в организациях
Руководитель Нижегородского отделения Союза переводчиков России.

## Награды
- Благодарность Министерства общего и профессионального образования РФ (1997)
- Почётная грамота Министерства образования и науки РФ (2012)
- Звание «Почётный работник сферы образования Российской Федерации» (2022)